# 어사항
어사항은 충청남도 홍성군 서부면 어사리에 있는 어항이다. 1978년 4월 24일 지방어항으로 지정되었다. 시설관리자는 홍성군수이다.

## 어항구역
어사항의 어항구역은 다음과 같다.
- 수역:  남방파제 남측 47m 기점(X=338,667  Y=151,974)으로부터 정북에서 서쪽으로 60° 방향으로 405m, 이 점에서 동북 직각방향으로 500m, 이 점에서 동남 직각방향으로 육지와 연결한 선내의 공유수면
- 육역: 충청남도 홍성군 서부면 어사리 732-49 (제방) 외 4필지 (세부내역 생략)